# Матрона Солунская
Матрона Солунская — святая мученица из Салоников, пострадавшая в III или IV веке. Память святой Матроны Солунской в православной церкви совершается 27 марта (9 апреля).

## Житие
Согласно изложению Димитрия Ростовского, являясь рабыней Павтилы, жены-иудейки одного из солунских военачальников, была принуждаема к отречению от веры и обращению в иудейство. Святая Матрона же, являвшаяся христианкой с юного возраста, уверовала ещё сильнее и тайно продолжала ходить в церковь. Узнавшая о том Павтила спросила Матрону, почему она не пошла в синагогу, на что получила ответ: «Потому что в христианской церкви присутствует Бог, а от синагоги иудейской Он отступил». Это привело Павтилу в ярость, которая жестоко избила святую Матрону и, связав её, заперла в тёмной каморке. Наутро обнаружив, что Матрона была освобождена от всех уз, Павтила избила мученицу практически до смерти, ещё крепче связала и заперла её там же, при этом запечатав двери, чтобы никто не смог войти туда. Четыре дня святая мученица была без воды и пищи и снова была обнаружена Павтилой без уз и в молитве. Разъярённая Павтила снова жестоко избила Матрону и закрыла еле уже дышавшую мученицу в том же помещении, где Матрона и умерла. Её тело по распоряжению той же иудейки, жившей на высоком месте, было сброшено вниз. Христиане приняли тело мученицы и с честью погребли. Впоследствии Александром, епископом Солунским, была построена церковь во имя святой мученицы Матроны, где покоились её мощи, считавшиеся чудотворными. Павтилу за её деяния постиг суд Божий: она оступилась и упала вниз с того места, где по её распоряжению сбросили тело святой Матроны, разбившись насмерть.
Почитается в Барселоне и других населённых пунктах Каталонии. Считается святой покровительницей церкви Святой Матроны в Барселоне, монастыря Святой Матроны на горе Монжуик, а также церквей в селении Мадрона (Пинель-де-Сольсонес) и в Мора-де-Эбро. Память отмечается 15 марта. В других регионах память святой Матроны отмечается 25 марта.

## Комментарии
1. ↑  Иногда указывается II век. См.: Полный православный богословский энциклопедический словарь. СПб.: Издательство П. П. Сойкина, 1912. Т. II. С. 1559.